# Milestone Media
Milestone Media ou Milestone Comics est une société d'édition de comics fondée en 1993 par Dwayne McDuffie,  Derek T. Dingle, Denys Cowan et Michael Davis. Elle a pour particularité d'être une société dirigée uniquement par des Afro-américains publiant des séries dont les héros sont noirs ou issus des minorités ethniques. Les auteurs sont également tous Afro-américains.

## Historique
En 1992, Dwayne McDuffie,  Derek T. Dingle, Denys Cowan et Michael Davis annoncent l'arrivée prochaine de comics distribués par DC Comics mais dont les droits appartiennent à leur nouvelle société d'édition nommée Milestone Media. Les héros de ces comics seront noirs et les auteurs sont des Afro-américains. L'accord avec DC permet à Milestone de garder le contrôle et les droits de propriété de leurs créations. DC s'engage à faire imprimer et distribuer les comics de Milestone, en faire la promotion et d'apporter une aide pour négocier le merchandising. En échange Milestone verse entre 500 000 et 650 000 dollars et un pourcentage sur les recettes. Les quatre premiers comics proposés sont Hardware, Blood Syndicate, Icon et Static en février 1993. Un an plus tard, trois nouvelles séries sont publiées : Shadow Cabinet, Kobalt et Xombi. Alors que les personnages principaux des quatre premiers comics sont noirs, les trois suivants présentent des américains d'autres origines (coréen, iranienne). Malgré la qualité des histoires et le talent des auteurs, les comics de Milestone ne se vendent pas aussi bien que prévues et en 1995 Blood Syndicate, Xombi Shadow Cabinet et Kobalt sont arrêtés. En 1997, toutes les séries sont abandonnées et ne reste que Static Shock, une série animée dérivée du comics Static.
En 2008, DC annonce que les personnages de Milestone Media seront intégrés à l'univers DC. En 2015, Milestone est relancé et ses héros doivent apparaïtre dans un univers séparé de l'univers DC. Cependant, il faut attendre septembre 2020, pour que ce projet se concrétise.

## Publications
- Hardware (comics) (en)
- Blood Syndicate (en)
- Icon (comics) (en)
- Static (DC Comics) (en)
- Shadow Cabinet (comics) (en)
- Xombi (en)
- Kobalt (comics) (en)
- Heroes (DC comics) (en)
- Milestone Returns (en) or Earth-M (2020-2024)

## Autres médias
Animations
- Static Choc (Static Shock) 2000-2004
- Les personnages Icon et Rocket apparaissent dans "La Ligue des justiciers : Nouvelle Génération"

Jeux vidéos
- Static le personnage apparait dans "DC Universe Online".
- Static le personnage apparait dans "Injustice: Gods Among Us".
- Rocket apparait comme personnage à débloquer dans "Young Justice: Legacy".